# Wenzelnberg
Der Wenzelnberg ist mit 111,5 Metern die höchste Erhebung in der Stadt Langenfeld (Rheinland).

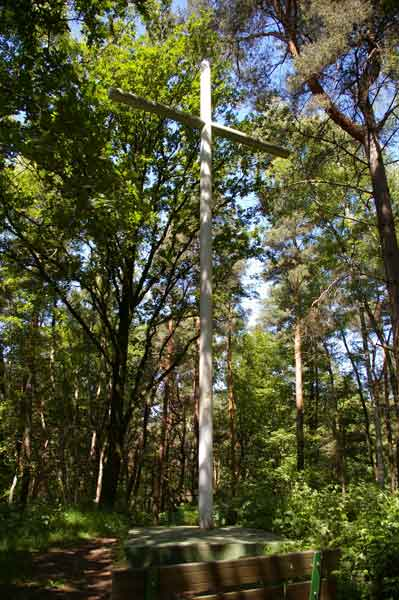
Das Gipfelkreuz

## Geografie
Der Wenzelnberg bildet mit dem Spürklenberg und dem Kellerhansberg in Immigrath sowie einem halben Heidberg in Leichlingen die einzig verbliebenen Reste der einstigen Leichlinger Sandberge, die sich naturräumlich den Hilden-Lintorfer Sandterrassen zuordnen lassen. Gemeinsam mit den Straßen Am Bruengersbroich, Heiderhöfchen und Kapeller Weg/Auf dem kurzen Bruch, letztere führen zur Reinoldi Kapelle in Solingen-Rupelrath, liegen die Sandberge östlich der Autobahn A 3 auf Leichlingen und Solingen zu. Sie reihen sich zudem in Nord-Süd-Richtung aneinander südlich der B 229, westlich der Straße Ziegwebersberg und nördlich des Leichlinger Naturfreundehauses, wobei der Wenzelnberg ihr nördlichster ist. Ihre Entstehung wird einem urzeitlichen Meer und ihre Lage unter anderem mit dem Rhein zugeschrieben, auf dessen Mittelterrasse vor dem Bergischen Land sich die Sandberge befinden. Die einstmals reichen Sandvorkommen auf der Leichlinger Seite zur Straße Ziegwebersberg wurden inzwischen allerdings für die Baustoffindustrie sowie die Glasindustrie fast vollständig abgebaggert.
Dem Wenzelnberg vorgelagert ist im Norden die Ortslage Gravenberg mit dem Romantik Hotel Lohmann und dem Platz des Fußballvereins Gravenberg 06 (einstmals TBV Landwehr 06). Nach Osten bildet die Trasse der früheren Bergisch-Märkische Eisenbahn-Gesellschaft auch optisch eine Grenze zu Solingen, wo im einstigen Dückeburger Jagdgebiet die Ortschaften Rupelrath und Gosse liegen. Auf dem Wenzelnberg selbst liegt seit 1909 der Hochbehälter der Stadtwerke Langenfeld, der vor seiner Erneuerung 1937 rund 1000 m³ Wasser fasste und genügend Druck in das gesamte Rohrleitungsnetz für die Wasserversorgung bringt. Seine Decke überragt im Übrigen mit 116,3 m die eigentliche Bergspitze des Wenzelnbergs.

## Mahnmal

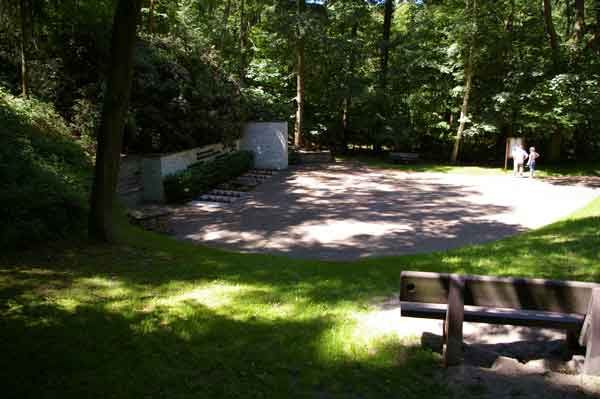
Mahnmal Wenzelnberg

Der Wenzelnberg ist heute über die Stadtgrenzen hinaus bekannt wegen eines dort am 13. April 1945 verübten Endphaseverbrechens. An diesem Tag starben in einer Schlucht des Wenzelnbergs 68 namentlich bekannte sowie drei unbekannte Männer, die von den Nationalsozialisten ohne Prozess dort hingerichtet wurden. 
Die Leichen wurden nach dem Krieg von 25 lokal bekannten Nationalsozialisten unter Aufsicht amerikanischer Besatzungssoldaten exhumiert und später vor dem Rathaus in Solingen-Ohligs bestattet. Im Jahre 1965 wurden die Opfer an das Mahnmal Wenzelnberg umgebettet, wo jährlich eine Gedenkveranstaltung stattfindet. Diese Gedenkfeiern werden abwechselnd von den Städten Langenfeld, Leverkusen, Remscheid, Solingen und Wuppertal ausgerichtet. Ebenfalls daran teil nimmt der Deutsche Gewerkschaftsbund.